# Departamento de Las Heras
Departamento de Las Heras är en kommun i Argentina.   Den ligger i provinsen Mendoza, i den centrala delen av landet, 1 100 km väster om huvudstaden Buenos Aires. Antalet invånare är 182 962. Arean är 9,0 kvadratkilometer.
Terrängen i Departamento de Las Heras är lite bergig.
Omgivningarna runt Departamento de Las Heras är i huvudsak ett öppet busklandskap. Runt Departamento de Las Heras är det ganska glesbefolkat, med 22 invånare per kvadratkilometer.